# Erythroxylum maracasense
Erythroxylum maracasense är en tvåhjärtbladig växtart som beskrevs av T. Plowman. Erythroxylum maracasense ingår i släktet Erythroxylum och familjen Erythroxylaceae. Inga underarter finns listade i Catalogue of Life.